# Peggy Knudsen
Peggy Knudsen (* 22. April 1923 in Duluth, Minnesota als Margaret Ann Knudsen; † 11. Juli 1980 in Encino, Kalifornien) war eine US-amerikanische Schauspielerin.

## Leben und Karriere
Peggy Knudsen, die Tochter eines Brandmeisters mit norwegischen Wurzeln, arbeitete seit Anfang der 1940er-Jahre als Schauspielerin. Zunächst war sie beim Radio sowie in Broadway-Theaterproduktionen tätig, ehe sie von Hollywood entdeckt wurde. Ihr Filmdebüt machte die attraktive Blondine im Jahre 1946 mit einer Nebenrolle in Curtis Bernhardts Filmdrama Die große Lüge an der Seite von Bette Davis und Glenn Ford. Noch im selben Jahr spielte Knudsen auch im Joan-Crawford-Drama Humoreske sowie im Film-noir-Klassiker Tote schlafen fest, wo sie neben Humphrey Bogart eine kleine, aber pikante Rolle als Gangsterbraut übernahm. Obwohl ihre Karriere vielversprechend begann und sie auch gute Kritiken erhielt, besetzte ihr Filmstudio sie meist nur in unsympathischen Rollen als untreue Ehefrau oder als Liebesrivalin der Hauptdarstellerin. In der Regel musste sie sich ab Ende der 1940er-Jahre mit Rollen in B-Filmen begnügen.
Die Schauspielerin war dreimal verheiratet, alle Ehen wurden geschieden. Mit ihrem zweiten Ehemann, dem Filmemacher Jim Jordan (1923–1998), den sie 1949 heiratete, bekam sie in den 1950er-Jahren drei Töchter. Zeitweilig verabschiedete sie sich deshalb weitestgehend von der Schauspielerei, doch 1955 erlebte sie mit einer der Hauptrollen in der Fernsehserie So This Is Hollywood ein kleines Comeback. 1955 spielte sie ebenfalls eine wichtige Rolle im Gefängnisfilm Unchained, der heute hauptsächlich durch seinen berühmten Filmsong Unchained Melody in Erinnerung geblieben ist. 1957 übernahm sie ihre letzte Filmrolle neben Errol Flynn im Abenteuerfilm Istanbul. Bis Mitte der 1960er-Jahre war Knudsen noch in Gastrollen in einigen Fernsehserien zu sehen, dann musste sie sich wegen einer schwerwiegenden Arthritis-Erkrankung ganz aus dem Berufsleben zurückziehen. In ihren letzten Lebensjahren musste Knudsen von ihrer guten Freundin Jennifer Jones gepflegt werden. Sie starb 1980 im Alter von 57 Jahren an Krebs.
Für die Fernseharbeit von Peggy Knudsen trägt ein Stern auf dem Hollywood Walk of Fame ihren Namen.

## Filmografie
- 1946: Die große Lüge (A Stolen Life)
- 1946: Tote schlafen fest (The Big Sleep)
- 1946: Humoreske (Humoresque)
- 1946: Shadow of a Woman
- 1947: Ehebruch (The Unfaithful)
- 1947: My Wild Irish Rose
- 1948: Trouble Preferred
- 1950: Flammendes Tal (Copper Canyon)
- 1955: Unchained
- 1955: So This Is Hollywood (Fernsehserie, 24 Folgen)
- 1955: Verratene Frauen (Betrayed Woman)
- 1955: Guten Morgen, Miss Fink (Good Morning, Miss Dove)
- 1956: Gefangene des Stroms (The Bottom of the Bottle)
- 1956: Die Männer um Hilda Crane (Hilda Crane)
- 1957: Istanbul
- 1958/1959: Perry Mason (Fernsehserie, 2 Folgen)
- 1960–1965: The Adventures of Ozzie & Harriet (Fernsehserie, 4 Folgen)